# استیون روزنبلوم
استیون روزنبلوم (انگلیسی: Steven Rosenblum) یک تدوین‌گر اهل ایالات متحده آمریکا است.

## بخشی از فیلمشناسی
- مردان ایکس (مجموعه‌فیلم)
- سفر ناتی گن (۱۹۸۶)
- افتخار (۱۹۸۹) نامزد جایزه اسکار بهترین تدوین شصت و دومین دوره جوایز اسکار
- افسانه‌های خزان (۱۹۹۴)
- شجاع‌دل (۱۹۹۵) نامزد جایزه اسکار بهترین تدوین شصت و هشتمین دوره جوایز اسکار
- شجاعت در زیر آتش (۱۹۹۶)
- زیبایی خطرناک (۱۹۹۸)
- محاصره (۱۹۹۸)
- پرل هاربر (۲۰۰۱)
- آخرین سامورایی (۲۰۰۴)
- تریپل اکس: دولت متحد (۲۰۰۵)
- شکست در اجرا (۲۰۰۶)
- الماس خونین (۲۰۰۶) نامزد جایزه اسکار بهترین تدوین هفتاد و نهمین دوره جوایز اسکار
- سفر به مرکز زمین (۲۰۰۸)
- مردان ایکس (۲۰۰۰)
- دعوت به جنگ (۲۰۰۸)
- بیگانه را بگیر (۲۰۱۲)
- پس از زمین (۲۰۱۳)
- قربانی پیاده (۲۰۱۴)
- پدر هم‌خون (۲۰۱۶)
- تولد یک ملت (۲۰۱۶)
- قول (۲۰۱۶)